# Mistrzostwa Świata w Kolarstwie Torowym 1969
66. Mistrzostwa Świata w Kolarstwie Torowym 1969 odbyły się w dwóch miastach: belgijskiej Antwerpii (konkurencje zawodowców i kobiet) oraz czechosłowackim Brnie (amatorzy). W programie mistrzostw znalazło się jedenaście konkurencji: sprint i wyścig na dochodzenie dla kobiet oraz sprint, wyścig na dochodzenie, wyścig ze startu zatrzymanego zarówno dla zawodowców jak i amatorów, wyścig drużynowy na dochodzenie zawodowców, a także wyścig tandemów i wyścig na 1000 m dla mężczyzn.

## Medaliści

### Kobiety
| Konkurencja                        | Złoto           | Srebro             | Brąz                   |
| ---------------------------------- | --------------- | ------------------ | ---------------------- |
| Sprint indywidualny                | Galina Cariowa  | Galina Jermołajewa | Irina Kiriczenko       |
| Wyścig indywidualny na dochodzenie | Raisa Obodowska | Tamara Garkuszyna  | Keetie van Oosten-Hage |

### Mężczyźni
| Konkurencja                                   | Złoto                                                                          | Srebro                                                                        | Brąz                                                                       |
| --------------------------------------------- | ------------------------------------------------------------------------------ | ----------------------------------------------------------------------------- | -------------------------------------------------------------------------- |
| Sprint indywidualny amatorów                  | Daniel Morelon                                                                 | Omar Pchakadze                                                                | Peder Pedersen                                                             |
| Wyścig indywidualny na dochodzenie amatorów   | Xaver Kurmann                                                                  | Bernard Darmet                                                                | Daniel Rébillard                                                           |
| Wyścig ze startu zatrzymanego amatorów        | Bert Boom                                                                      | Cees Stam                                                                     | Jörg Peter                                                                 |
| Sprint indywidualny zawodowców                | Patrick Sercu                                                                  | Robert Van Lancker                                                            | Sante Gaiardoni                                                            |
| Wyścig indywidualny na dochodzenie zawodowców | Ferdinand Bracke                                                               | Hugh Porter                                                                   | Peter Post                                                                 |
| Wyścig ze startu zatrzymanego zawodowców      | Jacob Oudkerk                                                                  | Theo Verschueren                                                              | Domenico De Lillo                                                          |
| Wyścig drużynowy na dochodzenie               | ZSRR · Stanisław Moskwin · Wiktor Bykow · Władimir Kuzniecow · Siergiej Kuskow | Włochy · Pietro Algeri · Giacomo Bazzan · Giorgio Morbiato · Antonio Castello | Francja · Claude Buchon · Bernard Darmet · René Grignon · Daniel Rébillard |
| Wyścig na 1000 m                              | Gianni Sartori                                                                 | Janusz Kierzkowski                                                            | Klaas Balk                                                                 |
| Tandemy                                       | NRD · Hans-Jürgen Geschke · Werner Otto                                        | RFN · Jürgen Barth · Rainer Müller                                            | Francja · Pierre Trentin · Daniel Morelon                                  |

## Klasyfikacja medalowa
| Miejsce | Państwo         |   |   |   | Razem |
| ------- | --------------- | - | - | - | ----- |
| 1.      | ZSRR            | 3 | 3 | 1 | 7     |
| 2.      | Belgia          | 2 | 2 | 0 | 4     |
| 3.      | Holandia        | 2 | 1 | 3 | 6     |
| 4.      | Francja         | 1 | 1 | 3 | 5     |
| 5.      | Włochy          | 1 | 1 | 2 | 4     |
| 6.      | Szwajcaria      | 1 | 0 | 1 | 2     |
| 7.      | NRD             | 1 | 0 | 0 | 1     |
| 8.      | Polska          | 0 | 1 | 0 | 1     |
|         | RFN             | 0 | 1 | 0 | 1     |
|         | Wielka Brytania | 0 | 1 | 0 | 1     |
| 11.     | Dania           | 0 | 0 | 1 | 1     |